# Província de Tane
Tane (多褹国, Tane no kuni) foi uma antiga província do Japão.  Era composta por Tanegashima (Ilha de Tane) e Yakushima (Ilha de Yaku), sul de Kyūshū.
Tane era referida como Ilha de Tane (多禰島) ou Terra de Tane (多禰国) no século VII. Contribuíam para o Japão mas mantinham uma certa autonomia política. 
Um relato de um antigo livro de história, Shoku Nihongi, de 1º de agosto de 702 diz: Satsuma e Tane cortaram relações e desobedeceram ao monarca. Por isso o governo enviou tropas, conquistou a região, contou a população e colocou os oficiais.
Isto marca o surgimento das províncias de Tane e Satsuma.
Tane foi anexada à Província de Ōsumi em 824. 